# Eremocitrus glauca
Genre
Espèce
Citrus glauca est une espèce végétale de la famille des Rutaceae. Nommée Eremocitrus jusqu'en 2007, elle a été reclassée dans le genre Citrus, tout en reconnaissant son appartenance au groupe particulier des citrus australiens.
Elle est endémique des régions semi-arides du Queensland, de Nouvelle-Galles du Sud et d'Australie-Méridionale en Australie.

## Dénomination
WT Swingle (Jour. Agr. Research, mai 1914) crée le nouveau genre Eremocitrus sur la base de Triphasia glauca Lindl. (1848) = Atalaniia glauca (Lindley) Benth. (1863) «arbuste adapté au climat désertique» (Latin eremus, du grec ἐρῆμος (erêmos) = désert) et préconise sont usage dans les hybridations pour améliorer la résistance à la sécheresse et au froid.
Antonin Rolet (1867-19??) le signale comme porte greffe très résistant et donne pour synonymes Triphasia ou Atalantia glauca. A. Chevallier (1928) décrit les Atalantia: Ils «sont répartis en 5 genres Atalantia Linné, répandu de l'Inde jusqu'en Australie, Eremocitrus Swingle, spécial à l'Australie, Pamburus Swingle, de l'Inde et de Ceylan, Severinia Tenore, originaire du sud de la Chine et de Formose, Merope Swingle, de l'Inde et des îles de la Sonde».
Il est aussi nommé kumquat du désert (desert qumquat), lime du désert australien, wild lime, native lime. Taroom serait le mot aborigène pour l'érémocitrus glauca; il est à l'origine du village éponyme (Taroom - Queensland).
Citrus glauca (Lindley) Burkill, Card. Bull. Straits Settlem. 5, Index: 3 (1932) est le nom binomial admis.

## Description
La forme typique est un buisson ou petit arbre épineux de 1 m au plus de haut davantage selon les sources. Le feuillage est verdâtre avec des feuilles étroites oblongues de 1,5 à 5 cm de long sur 2 à 12 mm de large. Le système racinaire est fortement développé.

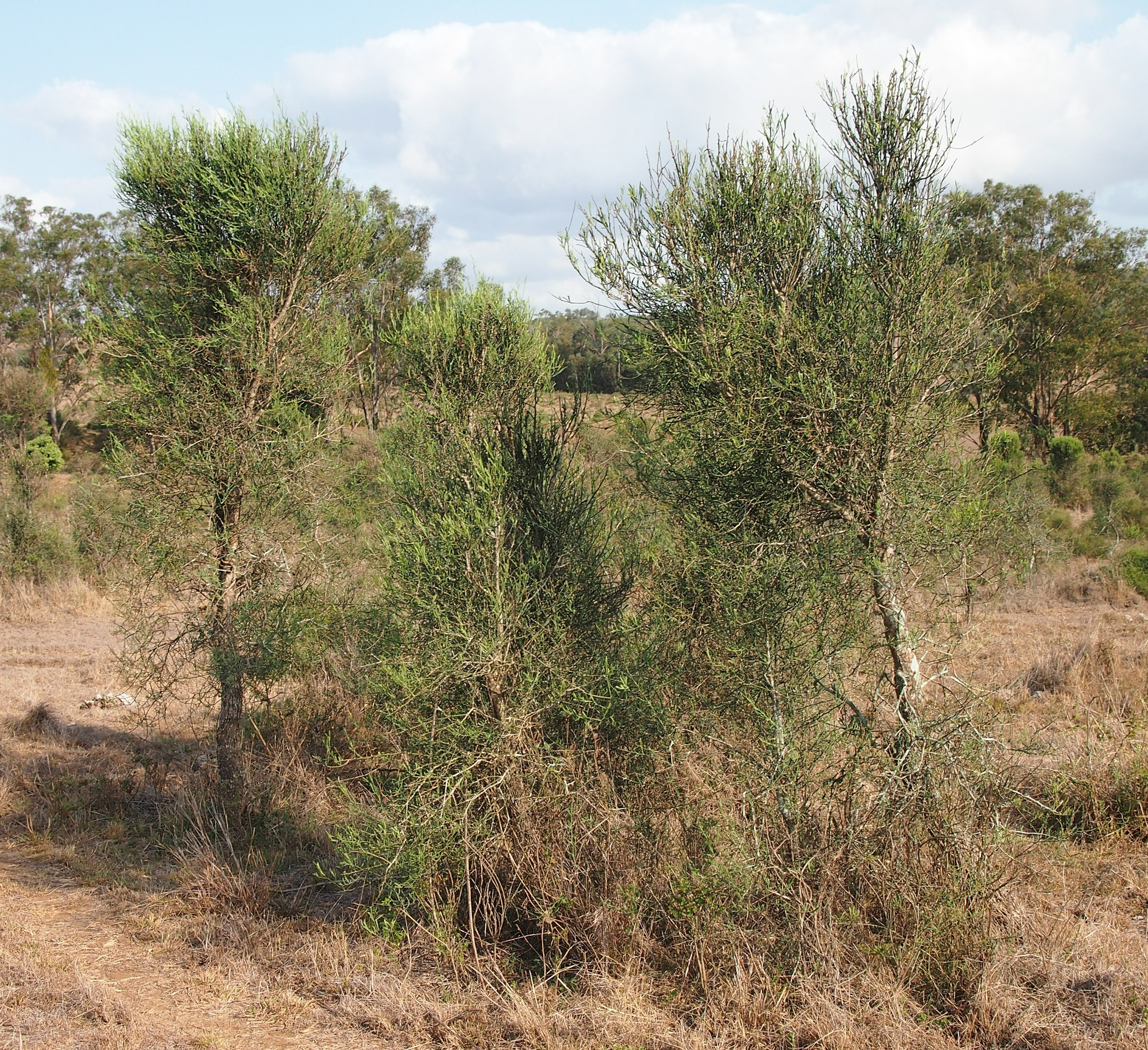
C. glauca forme sauvage buissonnante

Les feuilles post-cotylédonaires (cataphylle) se rencontre sur les plantes de semis. Les fleurs, blanches ou vertes, apparaissent à la fin de l'hiver ou au début du printemps. Le fruit sphérique peut faire jusqu'à 2 cm de diamètre. Il est le plus rapide de la famille à se former (8 semaines à partir de l'anthése). Les fruits sont le plus souvent aspermes (dépourvus de graines).

### Phylogénie
Upuli Nakandala et al. (2023) ont donné une phylogénétiques des agrumes australiens sur des génomes chloroplastiques et des gènes nucléaires. Les espèces d'agrumes endémiques d'Australie constituent un clade monophylétique divergent bien distinct des autres espèces du genre. C. medica partage un chloroplaste similaire à celui trouvé dans les espèces australiennes, ce qui suggère une origine commune. «C. australis et C. glauca ont en commun des génomes chloroplastiques proches. Une séparation du sous-clade A de C. australasica d'avec C. australis et C. glauca indique que ces deux espèces sont susceptibles de partager des séquences chloroplastiques similaires».

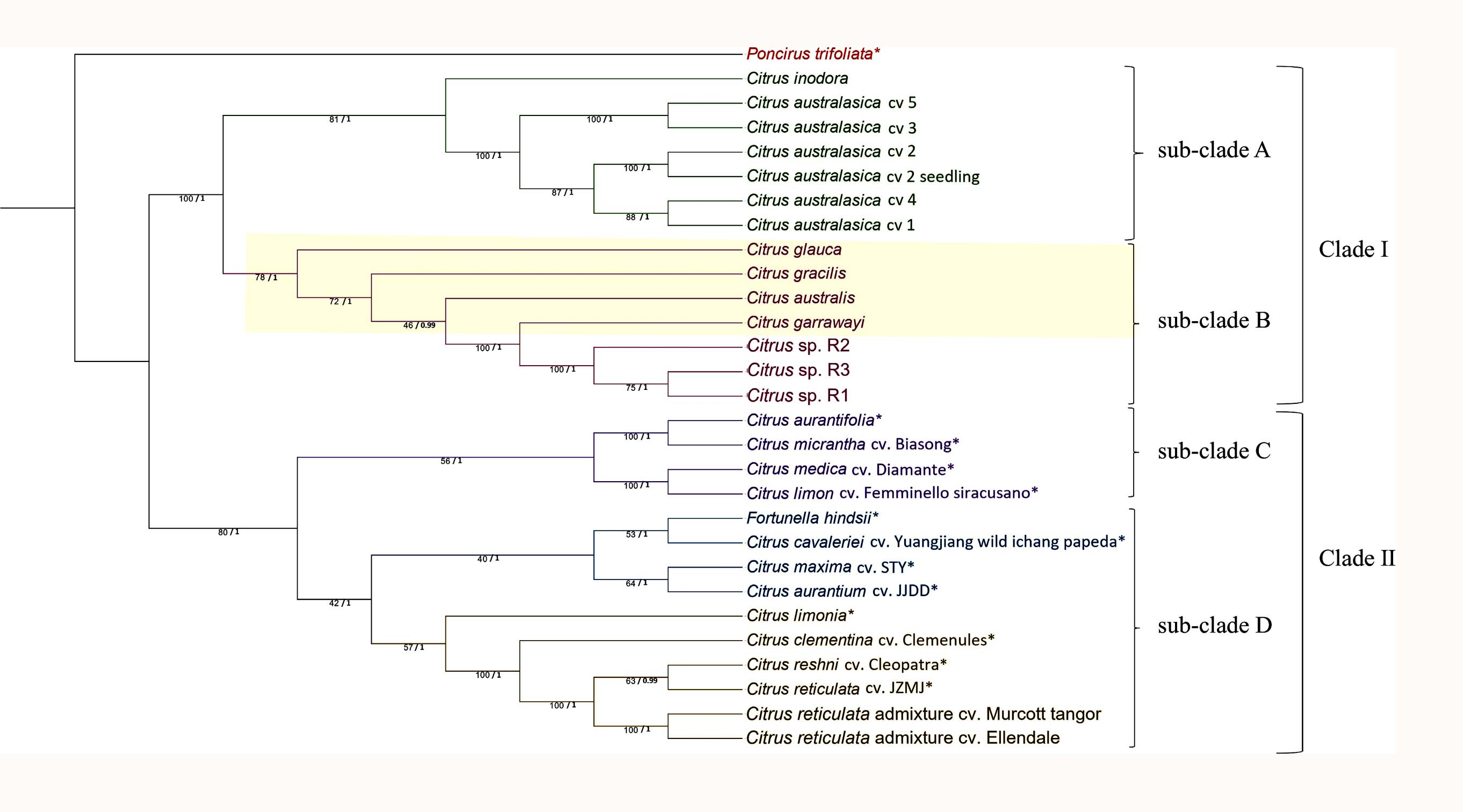
Phylogénie des agrumes australiens (2023) avec proximité dans sous-clade B de C. glauca, C. gracilis, C. australis et C. garrawayi.

C. gracilis Mabb.(1998) le plus proche dans phylogénie (gracilis renvoie à l'aspect des tiges fleuries) nommé 'Kakadu lime' pousse dans les forêts d'eucalyptus du Territoire du Nord. Ses feuilles étroites ressemblent aux C. wintersii Mabb. et C. warburgiana, il diffère du premier endémique de Nouvelle-Guinée par l'absence de fruit cylindrique et du second dont le fruit est  beaucoup plus gros (fruit rond de 7 cm de diamètre).

### Hybrides
Ont été obtenus les hybrides érémorange (avec l'oranger doux C. glauca x C. sinensis), érémolemon ((C. glauca × C. ×meyeri ), C. glauca x C. depressa. 'Australian Outback'  variété non épineuse sélectionnée en 1990.

### Culture - le plus rustique des agrumes
pH de 7 ou plus. California Cultivator (1918) écrit «cultivé par l'auteur comme plante ornementale; il résiste remarquablement à la chaleur et au froid [ ]. C'est l'agrume à feuilles persistantes le plus résistant que l'on connaisse». J.E. Coit Eliot (1915) mentionne sa résistance à la sécheresse. C. glauca est en effet la seule espèce xérophyte du groupe des agrumes (complexe Citrus/Fortunella/Poncirus). Elle est également des plus résistantes à la chaleur (plus de 45 °C) et réputée tolérante au froid (jusqu'à −10 °C  elle supporte très bien le calcaire et les chlorures ainsi que l'intoxication au bore. M. Sarwar Khan et al. (2021) écrivent que Swingle et Reece mentionnent la résistance au froid par erreur, la plante tolère probablement seulement −5,5 °C.

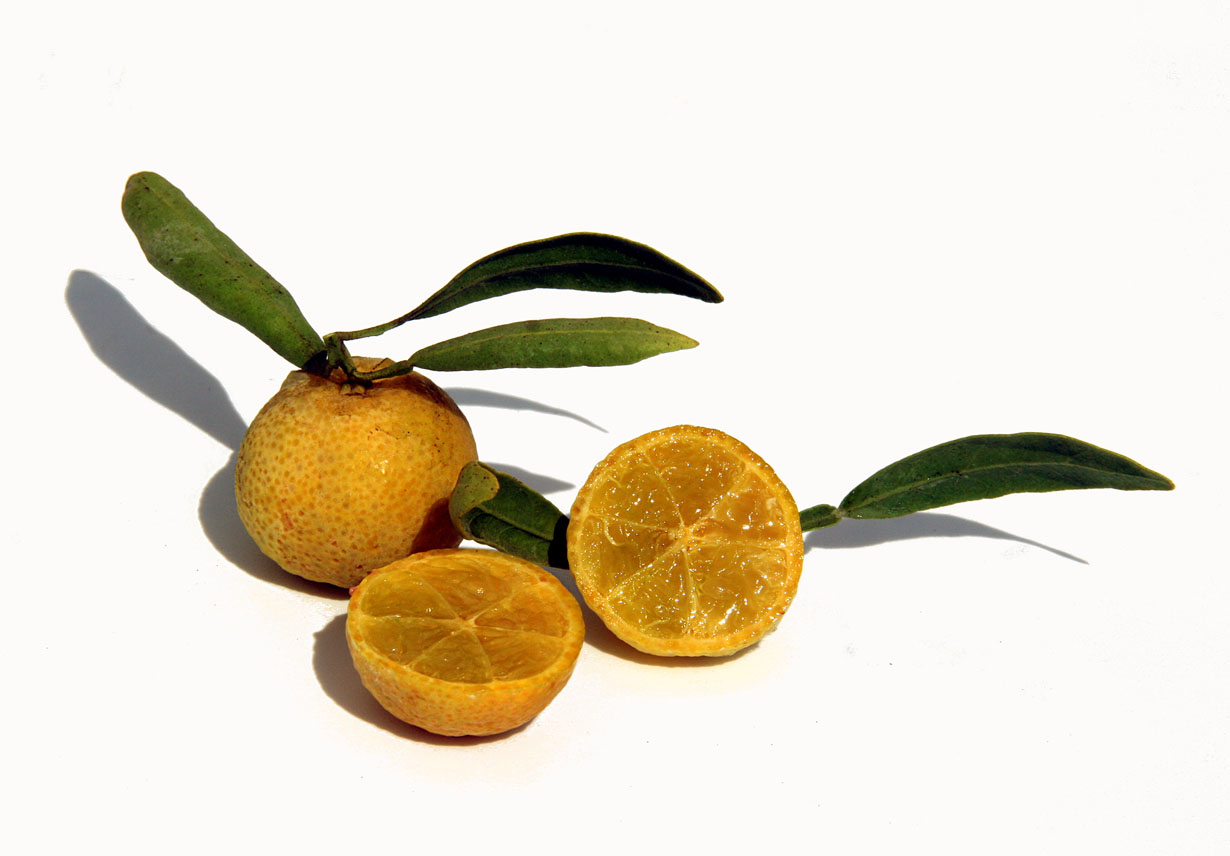
Fruit mûr, peau fine, absence de graine, la feuille est fine et longue.

L'hybride érémorange (C. glauca x C. sinensis) ou orange caviar est donné rustique à −15 °C.
Un important producteur avec 7000 arbres à Roma, dans le Queensland (2012), commercialise le cultivar 'Abundance' de son obtention.

### Utilisation
Il est présent et exploité dans les zones du bush australien qui n'ont pas été mises en culture. Le fruit est traditionnellement consommé par les aborigènes. Le fruit a un péricarpe fin et pratiquement sans goût à la différence du kumquat. Il se conserve mal et n'est pas vendu en fruit frais mais congelé ou transformé. Le jus acide a un goût caractéristique qui évoque celui des limes, on en fait des boissons réputées agréables. Entier avec du sucre il donne des marmelades, des fruits givrés ou confits, des sirops, compotes, crèmes glacées. La poudre de lime du désert est un condiment dans les mélanges d'herbes et d'épices pour l'enrobage des macadamia.
D'un point de vue nutritionnel et fonctionnel il est riche en vitamines C, B9 et E, en lutéine, en narirutine